# Lista de livros litúrgicos
Este artigo traz uma lista de livros litúrgicos, isto é, uma lista de livros utilizados por celebrantes para guiar suas funções em liturgias religiosas. Dependendo da religião, denominação religiosa e rito adotado por uma comunidade religiosa, estes livros podem se diferenciar.

## Livros litúrgicoscatólicos para o rito romanoem vigor
Após o Concílio Vaticano II (1962-1965), os livros utilizados nas liturgias católicas de rito romano foram profundamente reformados e publicados (em edições-tipo em latim) como se segue:
- Gradual Romano (1ª edição - 12.03.1908 / com diversas alterações até 1961), para usar com o Elenco de Cantos da Missa
- Gradual Simples (1ª edição - 09.1967 / 2ª edição - 22.11.1974 / Reimpressão - 2007)
- Ritual de Ordenação de Bispos, Presbíteros e Diáconos (1ª edição - 15.08.1968 / 2ª edição - 29.06.1989)
- Calendário Romano (1ª edição - 14.02.1969 / Calendário atualizado em 2008 / e mais 8 alterações posteriores)
- Ritual do Matrimônio (1ª edição - 19.03.1969 / 2ª edição - 19.03.1990 / Reimpressão com alterações - 2008 / e mais uma alteração em 2021)
- Missal Romano (1ª edição - 06.04.1969 / 2ª edição - 27.03.1975 / 3ª edição - 18.03.2002 / 3ª edição emendada - 06.10.2008 / e mais 11 alterações posteriores) - substituiu o Sacramentário.
- Ritual do Batismo de Crianças (1ª edição - 15.05.1969 / 2ª edição - 29.08.1973 / Reimpressão - 1986 / e mais uma alteração em 2021)
- Elenco de Leituras da Missa (1ª edição - 25.05.1969 / 2ª edição - 21.01.1981 / e mais 11 alterações posteriores)
- Ritual das Exéquias (1ª edição - 15.08.1969 / mais alterações em 1983 e 2021)
- Ritual de Profissão Religiosa (1ª edição - 02.02.1970 / Reimpressão emendada - 1975 / mais uma alteração em 1983)
- Ritual de Consagração das Virgens (1ª edição - 31.05.1970)
- Ritual de Bênção de Abade ou Abadessa (1ª edição - 09.11.1970 / Reimpressão - 2010)
- Ritual de Bênção do Óleo dos Catecúmenos e dos Enfermos e Confecção do Crisma (1ª edição - 1971 / mais uma alteração em 1983)
- Liturgia das Horas, em 4 volumes (1ª edição - 11.04.1971 / 2ª edição - 1985 a 1987 / Reimpressão - 2000 / mais 9 alterações posteriores)
- Ritual da Confirmação (1ª edição - 22.08.1971 / Reimpressão - 2003 / mais uma alteração em 2021)
- Ritual da Iniciação Cristã de Adultos (1ª edição - 06.01.1972 / Reimpressão - 1974 / mais 2 alterações em 1983 e 2021)
- Elenco de Cantos da Missa (1ª edição - 24.06.1972 / 2ª edição - 22.11.1986) - usado por outras editoras para confeccionar o Gradual Romano de 1974 (reimpresso em 1979 com neumas) e o Graduale Novum de 2010/2018.
- Ritual de Instituição de Leitores e Acólitos e de Admissão entre os Candidatos às Ordens Sacras (1ª edição - 03.12.1972)
- Ritual da Unção dos Enfermos e Sua Assistência Pastoral (1ª edição - 07.12.1972 / Reimpressão - 1975 / mais 2 alterações em 1983 e 2021)
- Ritual da Sagrada Comunhão e do Culto do Mistério Eucarístico fora da Missa (1ª edição - 21.06.1973 / Reimpressão emendada - 1974 / mais uma alteração em 2021)
- Ritual da Penitência (1ª edição - 02.12.1973 / Reimpressão emendada - 1974 / mais duas alterações em 1983 e 2021)
- Ritual de Dedicação de Igreja e de Altar (1ª edição - 27.09.1977 / mais duas alterações em 1983 e 2021)
- Rituais do Sagrado Conclave (1978 / Atualizado em 02.04.2005)
- Bíblia Nova Vulgata (publicado em volumes entre 1969 e 1977 / 2ª edição - 25.04.1979), para usar com o Elenco de Leituras da Missa
- Ritual de Coroação de Imagem da Bem-aventurada Virgem Maria (1ª edição - 25.03.1981 / Reimpressão - 2010)
- Livro de hinos (1ª edição - 1983 / 2ª edição - 2019) - contendo indicações de hinos para a Liturgia das Horas, fazendo referência a livros antigos, dado que o antifonário romano nunca foi completado.
- Elenco de Cantos do Ofício (1ª edição - 1983 / 2ª edição - 2015) - contendo indicações de antífonas para a Liturgia das Horas, fazendo referência a livros antigos, dado que o antifonário romano nunca havia sido completado. Usado para confeccionar o Antiphonale Romanum a partir de 2010.
- Ritual de Bênçãos (1ª edição - 31.05.1984 / Reimpressão - 2013 / e mais uma alteração em 2021)
- Cerimonial dos Bispos (1ª edição - 14.09.1984 / Reimpressão emendada - 2008)
- Coletânea de Missas de Nossa Senhora (1ª edição - 1987) - Missas votivas para santuários marianos
- Lecionário para Missas de Nossa Senhora (1ª edição - 1987) - Acompanha o livro acima
- Paixão de Nosso Senhor Jesus Cristo (1ª edição - 1989) - Versão em canto da leitura do Evangelho da Paixão de Cristo.
- Ritual de Exéquias do Sumo Pontífice (25.03.1998 / Atualizado em 02.04.2005)
- Ritual de Exorcismos e Outras Súplicas (1ª edição - 22.11.1998 / 1ª edição emendada - 07.10.2003)
- Martirológio Romano (1ª edição - 29.06.2001 / 2ª edição - 29.06.2004 / e mais uma alteração em 2021, além das inclusões de santos promovidas pelos Papas desde 2004)
- Rituais do Início do Ministério Petrino pelo Bispo de Roma (20.04.2005)
- Ritual de Instituição de Catequistas (1ª edição - 03.12.2021)

Estes livros litúrgicos também foram organizados em coletâneas, conforme segue:
- Lecionário - leituras da Missa utilizando-se as seleções da Nova Vulgata dadas organizadas pelo Elenco de Leituras da Missa
  - Evangeliário (2000) - igual ao Lecionário, porém só contendo os Evangelhos.
- Ritual Romano - inclui os Rituais de Unção dos Enfermos e Sua Assistência Pastoral, Profissão Religiosa, Penitência, Iniciação Cristã de Adultos, Exéquias, Matrimônio, Batismo de Crianças, da Sagrada Comunhão e do Culto do Mistério Eucarístico fora da Missa, de Exorcismos e de Bênçãos.
- Pontifical Romano - inclui os Rituais da Confirmação, Ordenação de Bispos, Presbíteros e Diáconos, Instituição de Leitores e Acólitos e de Admissão entre os Candidatos às Ordens Sacras, Bênção de Abade e Abadessa, Consagração das Virgens, Dedicação de Igreja e de Altar, Bênção do Óleo dos Catecúmenos e dos Enfermos e Confecção do Crisma, Coroação de Imagem da Bem-aventurada Virgem Maria, e Instituição de Ministros Extraordinários para a Distribuição da Sagrada Comunhão Eucarística e Cerimonial dos Bispos.

### Traduções em português
Todos os livros listados acima receberam tradução ao português aprovadas seja pela CNBB, seja pela CEP, exceto os Graduais Romano e Simples, o Elenco de Cantos da Missa, o Livro de Hinos e o Elenco de Cantos do Ofício, e os rituais que versam sobre o Conclave, as Exéquias do Sumo Pontífice e o Início do Ministério Petrino pelo Bispo de Roma. 
A CNBB, porém, nunca publicou uma versão do Martirológio Romano. Por outro lado, ela publicou duas versões do Ritual de Exéquias: uma tradução do original latino e uma versão inculturada chamada Nossa Páscoa. Além disto, as versões dos Rituais de Batismo de Crianças e do Matrimônio receberam adaptações mais profundas. Por fim, apesar de não ter feito versões dos Graduais Romano e Simples, do Elenco de Cantos da Missa, do Livro de Hinos e do Elenco de Cantos do Ofício, a CNBB publicou, como estudos, Hinários Litúrgicos com cantos para a Missa, e dois volumes de melodias para a integridade da Liturgia das Horas.